# Barrage de Sidi El Barrak
Le barrage de Sidi El Barrak (arabe : سد سيدي البراق) est un barrage de Tunisie. Il se situe dans le Nord-Ouest du pays, à deux kilomètres de la côte, près de la ville de Nefza, dans le gouvernorat de Béja.
Bâti en remblais argileux, sa longueur de crête est de 595 m pour une largeur de huit mètres. Le volume de la digue est de l'ordre de trois millions de m3. Le débit maximum de l'évacuateur des crues au niveau de ce barrage est de 2 553 m3/s. 
Il est construit dans le cadre du Plan directeur des eaux du Nord (PDEN) daté de 1969. Il est, avec une capacité de 265 millions de mètres cubes d'eau, le deuxième barrage de la Tunisie après le barrage de Sidi Salem.

## Rôles
Le barrage est interconnecté avec ceux de Sejnane et Joumine, et constitue de ce fait un maillon important dans la chaîne d'interconnexion entre les barrages de Tunisie. Ses deux objectifs principaux sont de fournir de l'eau pour l'irrigation agricole (création de 5 500 hectares de terres irriguées dans la région de Nefza et de Sejnane) et l'alimentation en eau potable du grand Tunis, de la région côtière du Sahel et de Sfax par la rétention de l'eau de pluie. Par ailleurs, le barrage permet une amélioration de la qualité des eaux du canal Medjerda-Cap Bon.

## Activités
Chaque année, seize permis de pêche (seize barques avec deux pêcheurs chacune) sont octroyés. Cette activité produit plus de 100 tonnes de poissons par an. Les poissons sont essentiellement le bar commun et le sandre. Le loup a la particularité de pouvoir vivre en eau douce et dans la mer, mais il ne pond que dans l'eau de mer.
Plusieurs centres de camping sont présents autour du barrage. La zone est prisée des randonneurs et campeurs et voit aussi le développement d'autres activités comme la location de kayaks,.
Des mines de plomb et de zinc proches du site du barrage sont parfois la cause de taux anormaux, surtout d'arsenic (35 µg/l), de manganèse (900 µg/l) et plomb (26 µg/l), dans certains oueds qui alimentent le barrage. Le bassin versant du barrage est composé des oued El Melah, Maden et Bellif.

## Site Ramsar, faune et flore
Le 2 février 2012, le barrage de Sidi El Barrak est reconnu comme un site Ramsar qui couvre une superficie totale de 2 734 hectares.
Les environs du barrage sont boisés avec une forêt de chênes-liège, de chênes kermès, de chênes zéens, d'acacias et des portions de maquis. La présence de cyclamens est aussi observée.

### Poissons
Le lac de barrage présente des zones de frayère et d'alimentation pour les poissons, dont la carpe commune et le barbeau commun sur les fonds à végétation aquatiques pérennes et le sandre sur les fonds sablo-vaseux. La proximité de la mer offre en période de déversement un accès au plan d'eau douce pour des espèces migratrices comme les anguilles.
Parmi les espèces ensemencées et produites dans la retenue du barrage se trouvent la carpe commune), le chelon auratus, le silure glane, le rotengle, le barbeau commun, le bar commun, le sandre et la gambusie.

### Autres animaux
La présence de la loutre d'Europe est signalée par les pêcheurs.
Les berges et la queue de retenue du barrage offrent une mangeoire à poissons pour les cigognes blanches.
Autour de la retenue du barrage, la faune comprend des sangliers, des cerfs de Barbarie, des renards et des hérissons.